# Новоивановка (Гуляйпольский район)
Новоивановка (укр. Новоіванівка) — село,
Новониколаевский сельский совет,
Гуляйпольский район,
Запорожская область,
Украина.
Код КОАТУУ — 2321884704. Население по переписи 2001 года составляло 150 человек.

## Географическое положение
Село Новоивановка находится в балке Грушеватая,
на расстоянии в 2,5 км от села Новогригоровка.
По селу протекает пересыхающий ручей с запрудами.

## История
- 1808 год — дата основания как село Крымчивка.